# Sicheon-myeon
Sicheon-myeon (koreanska: 시천면) är en socken i den södra delen av Sydkorea, 270 km söder om huvudstaden Seoul.  Den ligger i kommunen Sancheong-gun i provinsen Södra Gyeongsang.